# Monique Werner

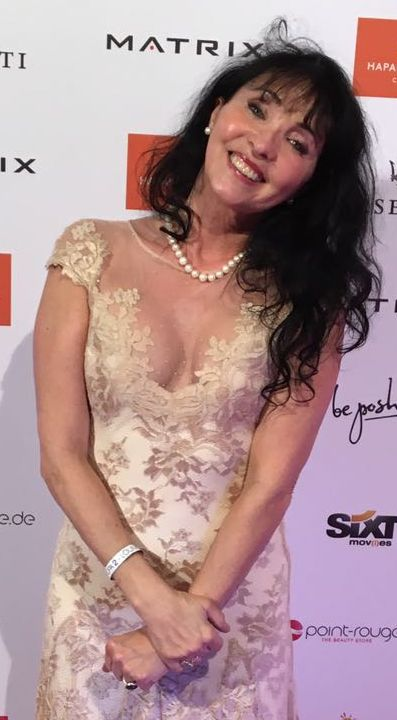
Monique Werner (2016)

Monique Werner (* 4. Februar 1958 in Dielsdorf ZH als Monika Ammann) ist eine Schweizer Drachenflieger-Pilotin und Tänzerin. Sie lebt jetzt in Tautenbronn bei Pfullendorf in Deutschland.

## Leben
Monique Werner wuchs in Dielsdorf nahe Zürich auf. Sie hat Vorfahren aus der Schweiz, Frankreich und Israel. Ihr Heimatort ist Matzingen (Kanton Thurgau). Wegen eines Fehlers bei der Namenseintragung wurde Monika statt Monique eingetragen; als Monique wurde sie jedoch im Sport bekannt. Schon früh verbuchte Monique Werner sportliche Erfolge, besonders in Leichtathletik. Sie beabsichtigte, ein Sportstudium aufzunehmen. Als junge Frau leitete sie ein Fitnessstudio in St. Moritz und trainierte dort prominente Gäste.

### Karriere als Tänzerin
Von dort siedelte sie in die USA um und nahm als erste schweizerische Tanzstipendiatin eine Ausbildung auf an der Professional Performing Arts School (PPAS) bzw. an der Julliard School of Performing Arts. Sie beendete das Studium erfolgreich und tanzte in Cats am Broadway. Sie wurde auch ausgewählt, mit Michael Jackson im Musikvideo Thriller zu tanzen.

### Karriere als Sportlerin
Aus familiären Gründen beendete sie ihre Tanzkarriere in den USA und kehrte in die Schweiz zurück. Die Angebote, Tanzformationen für Film und Fernsehen zu leiten, lehnte sie ab und wandte sich 1984 dem Drachenflugsport zu, den sie in der Folgezeit professionell betrieb. Über 27 Jahre war sie in dieser Männer-dominierten Extremsportart erfolgreich. Monique Werner errang sieben Mal den Weltmeistertitel, war mehrfach Europameisterin und zweimalig auch Deutsche Meisterin. Sie trat als Schweizerin für die deutsche Mannschaft an. Ihre Karriere als Sportlerin war mehrfach durch ernste Rückschläge gefährdet: Bei Abstürzen zog sie sich mehrere schwere Verletzungen zu, darunter ein schwerer Unfall bei der Weltmeisterschaft 1999 in Griechenland, bei dem sie im Koma lag und schwerste Schädel-Hirn-Verletzungen erlitt. Aber nach der Ausheilung und Rehabilitation trat sie weiter im professionellen Drachensport unter den Weltbesten an. Im Frühjahr 2012 kam es in Slowenien erneut zu einem schweren Absturz. Aufgrund der Folgen zog sich Monique Werner vorerst aus dem Wettkampfsport zurück.

## Auszeichnungen
Für Fairness im Sport erhielt Monique Werner als bislang einzige Frau die Pepe-Lopes-Medaille. Sie hatte einen Wettkampf in Führung liegend aufgegeben, um einer in Not geratenen anderen Sportlerin zu helfen. Der deutsche Bundesinnenminister Hans-Peter Friedrich verlieh der Schweizerin Monique Werner 2012 das silberne Lorbeerblatt.